# 赤门乡
赤门乡是中国福建省南平市延平区下辖的一个乡。

## 名称由来
赤门乡政府驻赤门村，因驻地村而得名。

## 行政区划
赤门乡共辖9个行政村，分别是：
赤门村、东墙村、仁岩村、三墩村、前坪村、苦竹洋村、西马村、尤山村、双桥村。